# Luca Leoni Orsenigo
Luca Leoni Orsenigo (Cantù, 14 febbraio 1962) è un politico italiano.

## Biografia
Fu il primo consigliere comunale eletto nelle file della Lega Lombarda in provincia di Como nell'ottobre 1988 presso il Comune di Mozzate. È stato un deputato della Lega Nord nell'XI e nella XII Legislatura (1992-1996), componente della Commissione Bicamerale di Vigilanza sui Servizi Radiotelevisivi, componente della Commissione Trasporti, Segretario di Presidenza della Commissione sul riassetto del Sistema Radiotelevisivo.
Il 16 marzo 1993, durante gli scandali di Tangentopoli, sventolò in aula a Montecitorio un cappio, alludendo alle forche per i politici corrotti. L'evento ebbe una ampia eco mediatica per molti anni. Nel 1996 venne candidato nel collegio di Como per la Lega Nord che correva da sola, ricevendo il 26,5% dei voti. Nell'estate dello stesso anno si dimise da socio e da militante del movimento.
Venne quindi candidato sindaco di Cantù alle elezioni del 2002 per il gruppo "Unione Autonomista Nord" che fondò con alcuni vecchi militanti della Lega Lombarda della cittadina brianzola; ciononostante, ricevette poco più del 3% dei voti e non venne eletto. Poche settimane dopo annunciò di lasciare la politica. Attualmente vive a Como e lavora nel settore amministrativo.

## Nei media
Orsenigo compare nella serie televisiva 1993 nel primo episodio, dove si vede che porta il cappio in Parlamento ma a sventolarlo in questo caso è il compagno di partito Pietro Bosco.